# Satoshi Kon
Satoshi Kon  (japanski 今 敏) 12. listopada 1963. – 24. kolovoza 2010.) bio je japanski redatelj animea i manga umjetnik iz Kushira i član Udruge umjetnika japanske animacije. Ostao je zapamćen po iznimno realističnom dizajnu animiranih likova i okoliša. Diplomirao je grafički dizajn na sveučilištu umjetnosti Musashino. Bio je mlađi brat gitarista i glazbenika Tsuyoshija Kona. 
Satoshi Kon započeo je karijeru kao animator 1991. na anime filmu Roujin Z, a prvi dugometražni anime film režirao je šest godina kasnije, psihološki triler Perfect Blue koji je isprva trebao biti igrani film, ali je prebačen u animaciju nakon što mu je smanjen budžet. Film je doživio uspjeh. Uslijedila su puno blaža ostvarenja, humoristične drame Millenium Actress i Velika pustolovina u Tokyju. Nakon njih, Kon se posvetio anime seriji Paranoia Agent kako bi 2006. premijeru doživio njegov četvrti anime film, Paprika. Neki su kritičari uočili da je Perfect Blue utjecao na film Crni labud Darrena Aronofskog, a Paprika na Početak Christophera Nolana.
U svibnju 2010. Konu je dijagnosticiran smrtonosan rak gušterače. Dali su mu pola godine života i zato je odlučio provesti ostatak života u svojem domu. Prije smrti je napisao poruku koju je njegova obitelj postavila na njegovom blogu. Nije javno objavio svoju bolest, dijelom i zbog srama jer mu je tijelo brzo propadalo. 24. kolovoza 2010., preminuo je sa samo 46 godina. Takva je vijest dočekana sa zaprepaštenjem jer nije pokazivao znakove bolesti u javnosti. Rad na njegovom petom filmu, Dreaming Machine, zato je zaustavljen do daljnjega. Pojavile su se vijesti da će možda biti objavljen postumno, no nikakve se potvrde još nisu pojavile u javnosti.

## Filmovi i anime serije kao redatelj
- JoJo's Bizarre Adventure (1994.) (epizoda 5)
- Perfect Blue (1998.)
- Millennium Actress (2001.)
- Tokyo Godfathers (2003.)
- Paranoia Agent (2004.)
- Paprika (2006.)
- Good Morning (part of Ani*Kuri15) (2008.)
- Dreaming Machine (očekuje se da će biti objavljen postumno)

## Vanjske poveznice
- Satoshi Kon na Anime News Network
- Opširni intervju iz 2006.